# Kulma-Pass
Der Kulma-Pass (chinesisch 闊勒買山口 / 阔勒买山口, Pinyin Kuòlèmǎi Shānkǒu) ist ein 4362 m hoher Gebirgspass über den Pamir, der die Autonome Provinz Berg-Badachschan (Tadschikistan) mit dem Uigurischen Autonomen Gebiet Xinjiang in China verbindet.

## Beschreibung
Am Kulma-Pass liegt der einzige offizielle Grenzübergang zwischen Tadschikistan und der Volksrepublik China entlang der 414 km langen gemeinsamen Grenze, der Karasu-Kulma-Grenzübergang (chinesisch 卡拉蘇－闊勒買口岸 / 卡拉苏－阔勒买口岸, Pinyin Kǎlāsū-Kuòlèmǎi Kǒu’àn).
Der Pass befindet sich auf tadschikischer Seite 80 km von Murgab und 850 km von Duschanbe entfernt; auf chinesischer Seite liegt Taschkorgan etwa 60 km und Kaschgar 220 km vom Pass entfernt. Er verbindet den Pamir Highway mit dem Karakorum Highway.
Die Straße über den Kulma-Pass wurde im Jahr 1999 fertiggestellt, der Grenzübergang am 25. Mai 2004 geöffnet. Die Verkehrsbedeutung war anfangs gering. In den ersten drei Monaten nach der Öffnung zählte das tadschikische Verkehrsministerium legale Grenzübertritte über den Kulma-Pass von 17 Lastwagen, 10 Bussen, 240 Tonnen Fracht und 171 Personen. 2006 wurden bereits über neuntausend Tonnen Fracht im Wert von 4,5 Millionen Dollar über den Pass transportiert. Bis 2007 war der Grenzübergang nur 15 Tage pro Monat und nur zwischen Mai und November geöffnet, seit dem 1. Mai 2008 ist er zwischen Mai und November außer an Wochenenden und Feiertagen stets geöffnet. 2012 war es erstmals auch in den Wintermonaten möglich, den Kulma-Pass zu passieren.
Da die lokale Bevölkerung kaum Reisepässe besitzt, sind illegale Grenzübertritte vermutlich in der Überzahl.